# Dirceu (jogador de futsal)
Dirceu Ventura Teixeira (nascido em 24 de abril de 1960) é um ex-jogador brasileiro de futsal, que atuava na posição de ala. Dirceu fez parte da Seleção Brasileira de Futsal que conquistou o primeiro título mundial em 1989.